# Italijanska komunistična partija
Italijanska komunistična partija (italijansko Partito Comunista Italiano, PCI) je bila italijanska politična stranka, ki se je uvrščala na skrajno levico. 
Ustanovljena je bila 21. januarja 1921 v Livornu z imenom Komunistična partija Italije, kot italijanska sekcija Komunistične internacionale po rdečem dvoletju, oktobrski revoluciji in ločitvi levega krila Italijanske socialistične stranke, ki so jih na 17. kongresu Italijanske socialistične partije vodili Nicola Bombacci, Amadeo Bordiga, Onorato Damen, Bruno Fortichiari, Antonio Gramsci in Umberto Terracini. Dolgoletni voditelj KPI je bil Palmiro Togliatti, za njim so bili generalni sekretarji stranke še Luigi Longo, Enrico Berlinguer, Alessandro Natta in zadnji Achille Occhetto. Med vplivnimi člani vodstva stranke najdemo tudi imena kot so Eugenio Reale, Giancarlo Pajetta, Nilde Iotti, Pietro Ingrao, Giorgio Napolitano, Armando Cosutta, Luciano Lama itd.
Konec 1970. let se je stranka ideološko preusmerila iz doktrinarnega komunizma v demokratični socializem. Leta 1991 je bila formalno razpuščena, člani pa so ustanovili Demokratično stranko levice. Bolj radikalni del članstva se je takrat odcepil v Stranko komunistične obnove.